# 鉄道学院駅
鉄道学院駅（てつどうがくいんえき）は、中華人民共和国湖南省長沙市天心区にある1号線の駅である。

## 駅構造
- 1号線：島式ホーム1面

## 駅周辺
- 中南大学鉄道学院
- 湖南広播電視大学
- 湖南網絡工程職業学院
- 中南林業科技大学
- 新中路立交橋[2]